# Calendrier liturgique orthodoxe

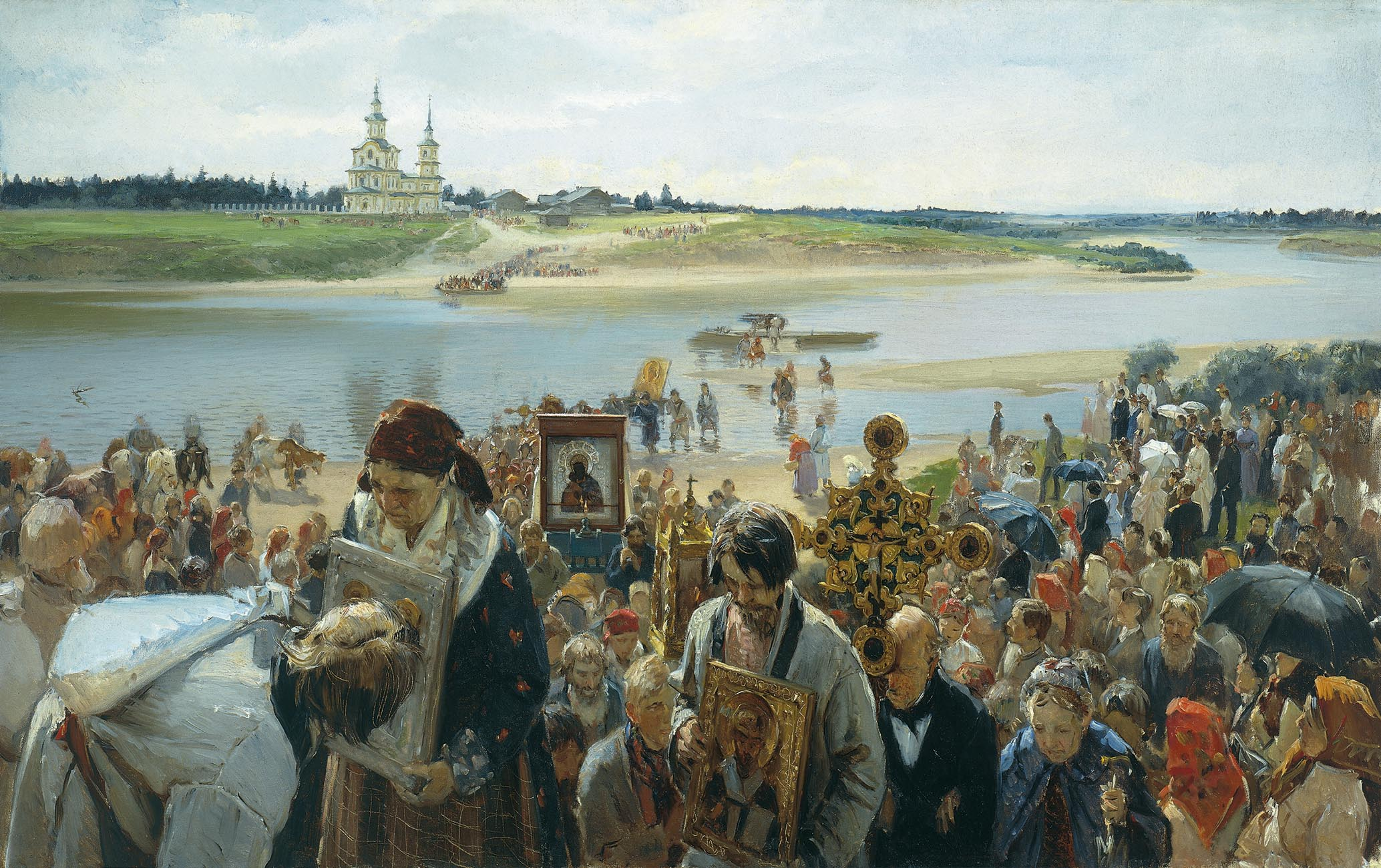
La procession de Pâques en Russie, tableau d'Illarion Prianichnikov peint en 1893.

Le calendrier liturgique orthodoxe indique la place des fêtes fixes et mobiles, telle que le comput ecclésiastique l'a déterminée. À la différence du calendrier civil qui mesure le temps, le calendrier liturgique ne cherche qu'à rythmer l'année par le déroulement des activités liturgiques. Ce calendrier a beaucoup évolué durant les siècles de christianisme, s'enrichissant de nouvelles fêtes.

## Calendriers julien et julien révisé
| Églises et groupes orthodoxes principaux utilisant le calendrier julien | Églises et groupes orthodoxes principaux utilisant le calendrier julien révisé |
| --- | --- |
| - Patriarcat orthodoxe de Jérusalem - Église orthodoxe russe - Église orthodoxe russe hors frontières - Église orthodoxe serbe - Église orthodoxe géorgienne - Église orthodoxe autonome de Bessarabie - Mont-Athos | - Patriarcat œcuménique de Constantinople - Patriarcat orthodoxe d'Alexandrie - Patriarcat orthodoxe d'Antioche - Église orthodoxe roumaine - Église orthodoxe bulgare - Église de Chypre - Église de Grèce - Église orthodoxe de Pologne - Église orthodoxe d'Albanie - Église orthodoxe des Terres tchèques et de Slovaquie |

Un fait important est que certaines Églises orthodoxes ont adopté le calendrier julien révisé entre 1923 et 1963 alors que d'autres utilisent encore le calendrier julien. Ainsi, pour les membres de ces dernières (Églises de Jérusalem, Russie, Géorgie, Serbie, Mont-Athos), les dates des fêtes religieuses sont décalées par rapport à celles des autres églises orthodoxes, et par rapport au calendrier civil, qui est partout le calendrier grégorien. Ainsi, ces orthodoxes fêtent bien Noël le 25 décembre dans le calendrier julien. Leur fête tombe donc le 7 janvier du calendrier civil grégorien (avant 1900, elle tombait le 6 janvier).
Ce changement de calendrier a été condamné par un concile local à l'époque comme une innovation contraire à la tradition. Ainsi, une petite partie de ces Églises orthodoxes qui ont refusé d'adopter le calendrier grégorien, ont également fait scission et se nomment les Églises orthodoxes vieilles-calendaristes. Ces dernières ont mis en avant le problème du calendrier de référence mais leurs revendications conservatrices sont bien plus profondes et font d'elles les pendants orthodoxes des catholiques traditionalistes. Ainsi, une Église orthodoxe ayant gardé le calendrier julien n'est pas forcément une Église orthodoxe vieille-calendariste.
La date de Pâques est cependant commune (au sens où elle tombe le même jour, mais pas à la même date) à toutes les Églises orthodoxes (à l'exception de l'Église autonome de Finlande) parce qu'elle est partout fixée à partir du calendrier julien.
La question de la date de Pâques met en fait en jeu deux décalages, dont un seul est lié au calendrier. Dans toutes les confessions chrétiennes, Pâques est le premier dimanche suivant la première nouvelle lune suivant le 21 mars (date de l'équinoxe de printemps au moment où le mode de calcul a été fixé, ce qui reste presque toujours vrai dans le calendrier grégorien, mais est grossièrement faux dans le julien du fait de la dérive séculaire). Toutefois, on n'utilise pas une observation de la vraie lune, mais une lune ecclésiastique pour déterminer la date. Catholiques et orthodoxes n'utilisent pas la même lune ecclésiastique, même si les deux sont proches et toujours à moins d'une semaine d'écart. Dès lors, deux décalages sont possibles :
- un décalage de quatre semaines si le 21 mars des deux calendriers ne tombe pas dans la même lunaison
- un décalage d'une semaine si un dimanche tombe entre les deux lunes catholique et orthodoxe.

Si bien que la fête orthodoxe peut se trouver soit en même temps que la catholique (c'était le cas en 2016), soit 1 semaine après, soit 4 semaines après, soit 5 semaines après (Pâques tombe en avril ou en mai du calendrier grégorien pour les orthodoxes, jamais en mars). Avec la dérive séculaire des deux calendriers, le premier décalage est voué, d'ici un millénaire, à passer à 4 ou 8 semaines au lieu de 0 ou 4.

## Les fêtes liturgiques
La journée liturgique commence la « veille » au soir, au coucher du soleil, conformément à l'usage sémitique. Elle comprend donc une nuit de veille et un jour conformément au récit de la Genèse « Il fut un soir, il fut un matin, premier jour ». Certaines célébrations sont fêtées le même jour que leurs équivalentes du calendrier liturgique romain.

### Pâques
| Année | Date julienne | Date julienne révisée |
| ----- | ------------- | --------------------- |
| 2018  | 8 avril       | 1er avril             |
| 2019  | 28 avril      | 21 avril              |
| 2020  | 19 avril      | 12 avril              |
| 2021  | 2 mai         | 4 avril               |

La fête de Pâques, inaugurant la semaine du Renouveau et le temps pascal qui dure en tout quarante jours, est la Fête des fêtes, Solennité des solennités.

### Douze Grandes Fêtes

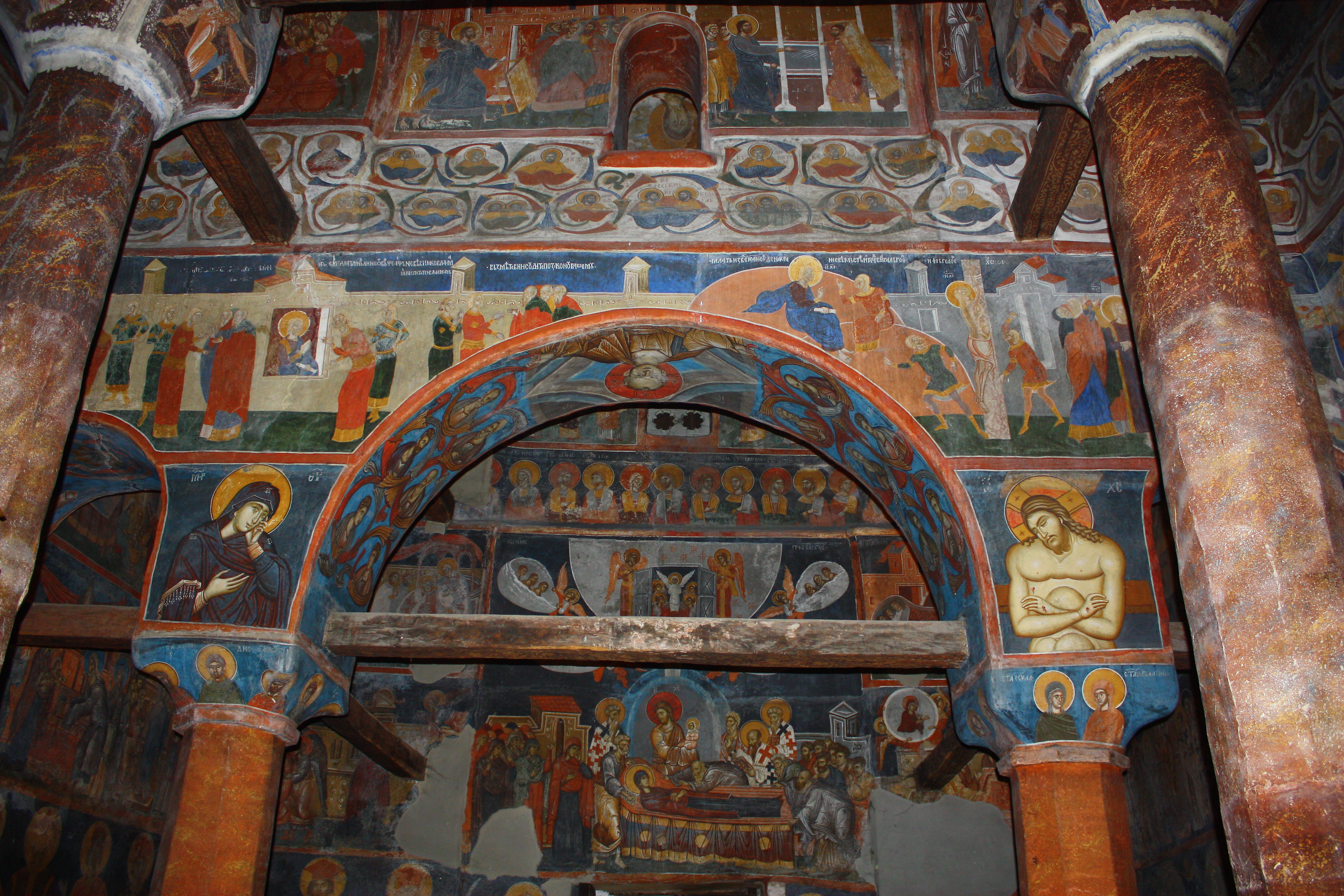
Les Douze Grandes Fêtes illustrées au Monastère de Marko, en République de Macédoine.

Les Douze Grandes Fêtes sont, après Pâques, les plus importantes fêtes liturgiques célébrées par l'Église orthodoxe. Elles sont souvent représentées sur les murs des églises. Neuf sont fixes, que tous les orthodoxes célèbrent à la même date (celle qui est indiquée ci-dessous) mais cette même date tombe d'abord selon le calendrier grégorien puis treize jours plus tard selon le calendrier julien. Les trois fêtes restantes sont mobiles et fêtées le même jour par tous les orthodoxes et à des dates différentes des deux calendriers.
Les Douze Grandes Fêtes sont :
- la Nativité de la Très Sainte Mère de Dieu, le 8 septembre ;
- l'Exaltation de la Très Sainte Croix, le 14 septembre ;
- la Présentation de la Très Sainte Mère de Dieu au Temple, le 21 novembre ;
- la Nativité du Seigneur, le 25 décembre ;
- le Baptême du Christ ou Théophanie, le 6 janvier ;
- la Présentation du Christ au Temple, ou Sainte Rencontre, ou Chandeleur, le 2 février ;
- l'Annonciation, le 25 mars ;
- l'Entrée du Christ à Jérusalem ou Dimanche des Rameaux (une semaine avant Pâques) ;
- l'Ascension du Seigneur (40 jours après Pâques) ;
- la Pentecôte (50 jours après Pâques) ;
- la Transfiguration du Christ sur le mont Thabor, le 6 août ;
- la Dormition de la Très Sainte Mère de Dieu, le 15 août.

### Autres fêtes importantes
- Nouvel an liturgique, prière pour la sauvegarde de la création, le 1er septembre (également journée de prière pour la sauvegarde de la Création chez les catholiques depuis 2015)
- Intercession de la Mère de Dieu, le 1er octobre (en Grèce le 28 octobre)
- Saints archanges, le 8 novembre
- Saint Nicolas, le 6 décembre
- Saint Basile le Grand et Circoncision du Seigneur, le 1er janvier
- Trois ss. Docteurs, Basile le Grand, Jean Chrysostome et Grégoire le Théologien, le 30 janvier
- Triomphe de l'Orthodoxie (Premier dimanche du Grand Carême)
- Résurrection de Lazare (samedi veille des Rameaux)
- Mi-Pentecôte (commémoration de l'enseignement du Christ enfant dans la synagogue)
- Dimanche des Pères du Premier Concile Œcuménique (sixième dimanche après Pâques)
- Nativité de saint Jean Baptiste, le 24 juin
- Saints apôtres Pierre et Paul, le 29 juin
- Décollation de saint Jean Baptiste, le 29 août, jour de jeûne
- Autres fêtes, voir Dimanche, Liste des saints de l'Église orthodoxe

### Jours de jeûne
- Carême de Noël (40 jours du 15 novembre au 24 décembre).
- La veille de la Théophanie, le 5 janvier.
- Le Grand Carême (40 jours du Lundi pur à l'avant veille des Rameaux).
- Semaine Sainte (du samedi veille des Rameaux au samedi saint).
- Jeûne précédant la fête des apôtres Pierre et Paul, le 29 juin.
- Jeûne de la Mère de Dieu, du 1er au 14 août.
- Décollation de saint Jean Baptiste, le 29 août.
- Exaltation de la Précieuse Croix
- Mercredis et vendredis sauf en temps de grande fête.

### Semaines complètes sans jeûne
- Noël du 25 décembre au 4 janvier
- Semaine du Pharisien et du Publicain, trois semaines avant le Grand Carême
- Semaine des laitages (sans viande), semaine précédant le Grand Carême
- Semaine de Pâques ou du Renouveau
- Semaine de la Pentecôte

## Classification des fêtes dans le calendrier liturgique
Note : toute caractéristique évoquée pour un office est aussi possédée par les offices supérieurs de la classification
- Pâques et Semaine Lumineuse : office totalement modifié et chanté intégralement
- Fêtes despotiques (ou du Seigneur) : grand prokiménon aux vêpres (pour les fêtes fixes), antiennes et isodikon à la liturgie, préséance absolue sur tout autre office en cas de coïncidence
- Fêtes de la Mère de Dieu : refrains à la neuvième ode du canon au lieu du Magnificat, mégalynaire remplaçant l'hymne à la Mère de Dieu « Il est digne en vérité» à la liturgie
- Fêtes de grands saints, avec vigiles (saints Pierre et Paul, saint Nicolas de Myre en Lycie, saint Jean Chrysostome…) : litie et artoclasie
- Fêtes avec polyéléos (saint George le mégalomartyr, quarante saints martyrs de Sébaste…) : stichologie dominicale aux vêpres, lectures de parémies, évangile aux matines
- Fêtes avec Grande Doxologie (fêtes des icônes de la Mère de Dieu…) : chant de stichères aux laudes, chant de la grande doxologie des matines
- Fêtes avec six stichères au Lucernaire
- Fêtes avec trois stichères au Lucernaire

## Commémorations hebdomadaires
Chaque jour de la semaine, en plus de la fête indiquée dans le ménée, implique une commémoration particulière.
- Lundi : les puissances incorporelles (anges, archanges...)
- Mardi : le Prophète, Précurseur et Baptiste Jean
- Mercredi : la trahison du Christ et la Croix
- Jeudi : les saints Apôtres et saint Nicolas de Myre en Lycie
- Vendredi : la Croix
- Samedi : les martyrs, tous les saints ; jour de mémoire des morts
- Dimanche : la Résurrection